# Айленд-Фоллс (Мен)
Айленд-Фоллс (англ. Island Falls) — місто (англ. town) в США, в окрузі Арустук штату Мен. Населення — 758 осіб (2020).

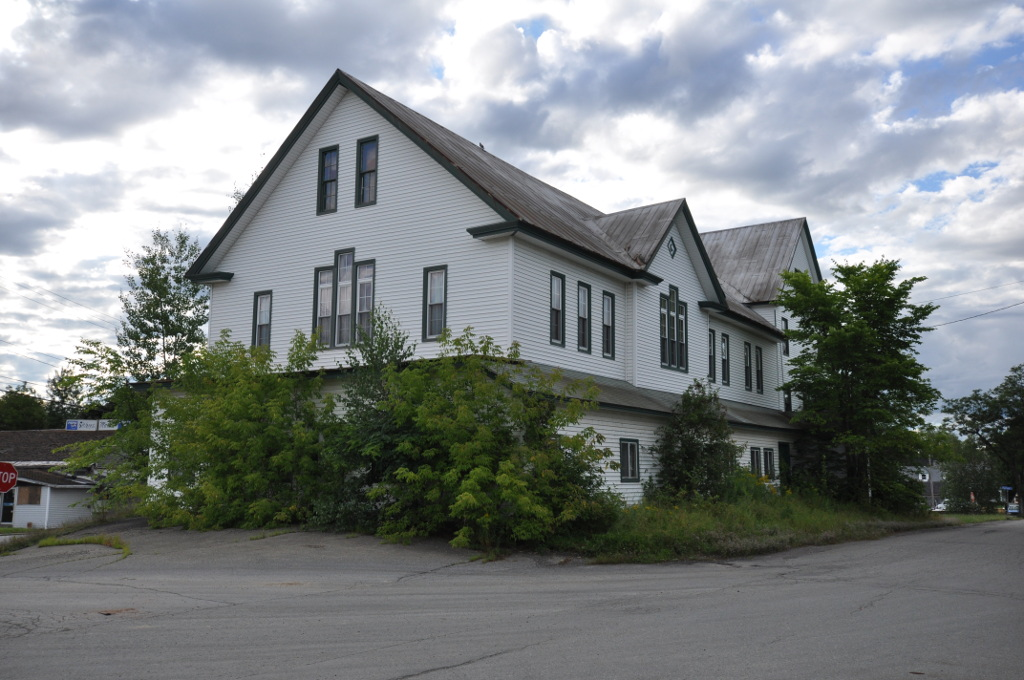
IslandFallsME OperaHouse

## Демографія
Згідно з переписом 2010 року, у місті мешкало 837 осіб у 357 домогосподарствах у складі 228 родин. Було 655 помешкань
Расовий склад населення:
| - 97,4 % — білих - 0,8 % — корінних американців - 0,4 % — чорних або афроамериканців - 0,1 % — азіатів |

До двох чи більше рас належало 1,1 %. Частка іспаномовних становила 2,0 % від усіх жителів.
За віковим діапазоном населення розподілялося таким чином: 21,5 % — особи молодші 18 років, 58,5 % — особи у віці 18—64 років, 20,0 % — особи у віці 65 років та старші. Медіана віку мешканця становила 46,4 року. На 100 осіб жіночої статі у місті припадало 98,3 чоловіків;  на 100 жінок у віці від 18 років та старших — 97,9 чоловіків також старших 18 років.
Середній дохід на одне домашнє господарство  становив 52 223 долари США (медіана — 37 361), а середній дохід на одну сім'ю — 61 384 долари (медіана — 45 500). За межею бідності перебувало 15,5 % осіб, у тому числі 3,9 % дітей у віці до 18 років та 20,5 % осіб у віці 65 років та старших.
Цивільне працевлаштоване населення становило 279 осіб. Основні галузі зайнятості: освіта, охорона здоров'я та соціальна допомога — 34,1 %, виробництво — 13,6 %, транспорт — 10,0 %, науковці, спеціалісти, менеджери — 9,0 %.